# Sint-Pieterskerk (Rijsel)
De Collegiale Sint-Pieter was een kerk in de Franse stad Rijsel. De kerk stond in de historische stadskern (wijk Vieux-Lille) en gaf het religieuze leven in de stad vorm gedurende bijna 750 jaar. Nadat ze door de Oostenrijkers in 1792 ernstig beschadigd raakte tijdens de slag om de stad, werd ze vanaf 1794 volledig afgebroken. De crypte is vandaag het enige overblijfsel en werd als monument geklasseerd in 1971.

## Ligging
De Sint-Pieterskerk was gelegen aan wat vandaag de Avenue du Peuple Belge is.

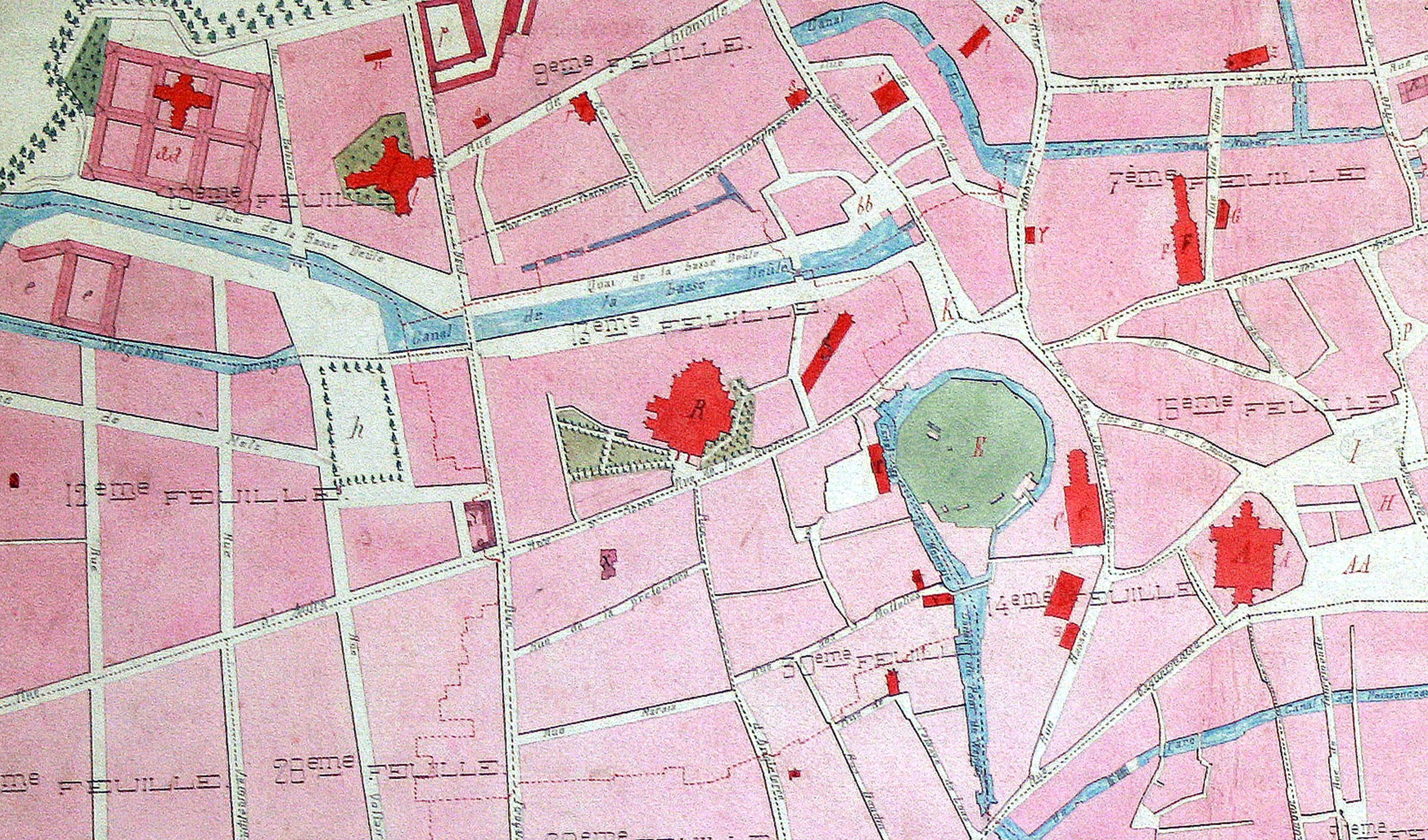
Ligging van de collegiale Sint-Pieter (R) aan de zijkant van de Avenue du Peuple Belge (kaai van basse Deûle) in 1745.

## Geschiedenis

### Het begin
De eerste vermelding van het kapittel, gevestigd binnen het grafelijke castrum, vindt men terug in een oorkonde van 1055. Het grote charter dat in 1066 werd verleend, bevat tevens inlichtingen over de toenmalige kasselrij Rijsel. In dit charter stichtte graaf Boudewijn V van Vlaanderen een kapittel van kanunniken en doteerde dit met een vierde van het toenmalige Karolingische castrum, een hoeve in Flers en twee derde van de inkomsten van de kerk van Annappes. Na zijn dood wou deze graaf – een van de machtigste graven van Vlaanderen ooit – in het koor van zijn collegiale kerk begraven worden. Kort daarna was Jan I van Waasten een van de kanunniken. Nadien zou hij bisschop van Terwaan worden.
In 1088 gaf Radboud, bisschop van Noyon-Doornik, als gift de prebende van Gits, ten noorden van Roeselare, aan de kerk. Het waren de eerste van een reeks giften die van de collegiale Sint-Pieter een van de grootste grondbezitters van de ruime regio zou maken.
Gedurende lange tijd rustte het lichaam van de heilige Hubertus van Seclin in de kerk. De kapittelkerk was oorspronkelijk gebouwd in een romaanse stijl in Doornikse steen.

### De 13e eeuw

#### Notre-Dame de la Treille
In de eerste helft van de 13e eeuw verwierf de kapittelkerk het beeld van Notre-Dame de la Treille (de titel die hier wordt gebruikt voor de heilige Maria). Het beeld dateert uit het laatste kwart van de 12e eeuw. Het is gemaakt uit gepolychromeerde witte steen, terwijl het hoofd van Maria en Christus uit marmer zijn. Ten gevolge echter van de Slag bij Pevelenberg in 1304 werd Rijsel gebrandschat en is de kerk mee in de as gegaan. Van het beeld restte niet meer dan het hoofd.

#### Evolutie van de parochie
Net als de Sint-Stefanusparochie, werd ook de Sint-Pietersparochie verkleind om zo de parochies van Sint-Katharina, Sint-Andreas en La Madeleine te kunnen vormen. Sinds deze periode onderwezen de scholasters van het kapittel in de collegiale school. Hoewel in de 16e eeuw twee lekenscholen openden, behield het kapittel gedurende lange tijd het monopolie op onderwijs in Latijn in Rijsel.

### Uitbreiding van de kapittelkerk en haar invloed

#### De actie van Filips de Goede (15e eeuw)
In 1405 werd gravin Margaretha van Male in de kerk begraven. Filips de Goede, Hertog van Bourgondië en graaf van Vlaanderen, liet de kapittelkerk herbouwen en het beeld tot aan de enkels restaureren. Hij stichtte er in 1425 ook een cantorij voor jongens. Dit laatste liet de kerk toe een muzikaal leven met polyfonie op te zetten van hoge kwaliteit. In 1462 werd het Hospice Gantois aan de collegiale Sint-Pieter verbonden.
Naarmate de kapittelkerk en haar kapittel aan prestige wonnen, trokken ze verschillende devoties aan, waaronder deze van de Onze-Lieve-Vrouw van Smarten in de loop van de tweede helft van de 15e eeuw. Deze devotie werd in 1495 door de dominicaan Michel François de Templemars uitgewerkt. Deze devotie tot Onze-Lieve-Vrouw van Smarten dateerde in Rijsel reeds uit de 13e eeuw, maar Filips de Goede droeg bij aan de uitbreiding. Uit mariale devotie bad hij vaak tot de maagd Maria, de moeder van Jezus; hij onderstreepte zijn gehechtheid aan Maria door een houten beeld van Onze-Lieve-Vrouw van Smarten te laten maken en het rond 1450 te laten plaatsen bij het beeld van Notre-Dame de la Treille in de kapitelkerk.

#### Moderne tijd
De verering van Onze-Lieve-Vrouw van Smarten nam zo'n proporties aan dat de pausen Alexander VI en Clemens IX hun toestemming gaven voor de stichting van een specifiek officie in de Rijselse kerken. Deze devotie bleef bloeien tot aan de afbraak van de kapittel kerk in 1792.
In 1634 werd Notre-Dame-de-la-Treille geëerd door haar te verheven tot stadspatrones. Op dat moment wijzigde ook haar originele feestdag van de zondag na Drievuldigheidszondag naar 28 oktober. Ten gevolge van de Devolutieoorlog nam koning Lodewijk XIV Rijsel in in 1667. Om de inwoners gerust te stellen met betrekking tot hun privilegies en vrijheden, zwoer hij de eed voor het beeld van Notre-Dame de la Treille, en liet het beeld afwerken door er de twee ontbrekende benen aan toe te voegen.

## Einde
Na de Franse Revolutie werd op 26 mei 1791 de Sint-Pietersparochie opgeheven. De kerk werd verkocht als nationaal goed in september 1792 en daarna gesloopt.
Na het verdwijnen van de kapittelkerk werd de devotie tot Notre-Dame de la Treille op 25 mei 1844 naar de Sint-Catharinakerk overgebracht.

## Architectuur en interieur

### Architectuur
In de 13e eeuw werd de romaanse kapittelkerk omgebouwd tot een gotische kerk met veel grotere afmetingen, weliswaar nog kleiner dan de 18e-eeuwse kerk. De kapittelheren inspireerden zich op de kathedraal van Soissons. De uitbreiding toonde de toegenomen macht gedurende deze eeuw.
De definitieve vorm van de kapittelkerk werd bereikt in 1504 met de creatie van een gotisch gewelf, maar ook een doksaal werd nog in de 16e eeuw toegevoegd.
In 1635 lieten de kanunniken de zeven staties van de Onze-Lieve-Vrouw van Smarten oprichten als gevolg van het succes van de devotie. Deze doorliep men zoals een kruisweg.
De grondvesten van de romaanse crypte zijn geklasseerd als historisch monument en zijn bereikbaar middels een trap vanaf de Rue des Prisons. Van het klooster van het kapittel rest enkel twee bogen in een privétuin op de Place du Concert. Ook de kelder van het kapittelgebouw is nog intact onder de kelder van een hotel op dezelfde plaats.

### Inrichting
De meeste gekende schilderijen waarmee de kerk was ingericht, werden verworven in de 16e eeuw. Verschillende stukken van het kerkmeubilair werden bewaard, hoofdzakelijk in musea en andere Rijselse kerken. Een deel van de werken werden in 1792 verzameld in het oude klooster van de recolletten in de Rue des Arts te Rijsel:
- Jezus Christus geeft de sleutel remettant les clefs à Sint-Pieter, schilderij van het hoofdaltaar door Charles de la Fosse, bewaard in het Palais des beaux-arts van Rijsel
- Sint Cecilia, schilderij door Arnould de Vuez,  bewaard in het Palais des beaux-arts van Rijsel
- Buste van Sint-Pieter en Sint-Paulus door Quellin in de Sint-Andreaskerk in Rijsel
- Sint-Anna ten tweeën, beeldhouwwerk in de Sint-Vincentiuskerk in de Marcq-en-Barœul

## Afbeeldingen

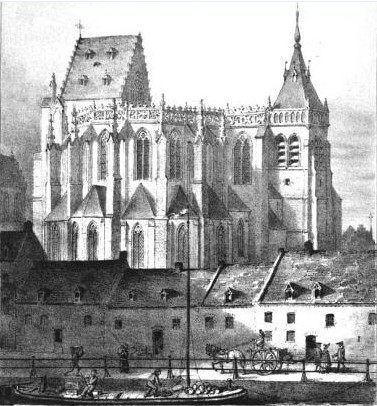
Historische afbeelding
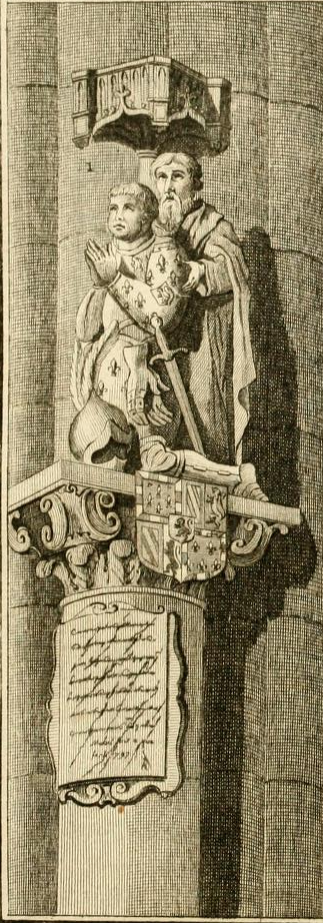
Beeld van Filips de Goede, biddend voor zijn patroonheilige
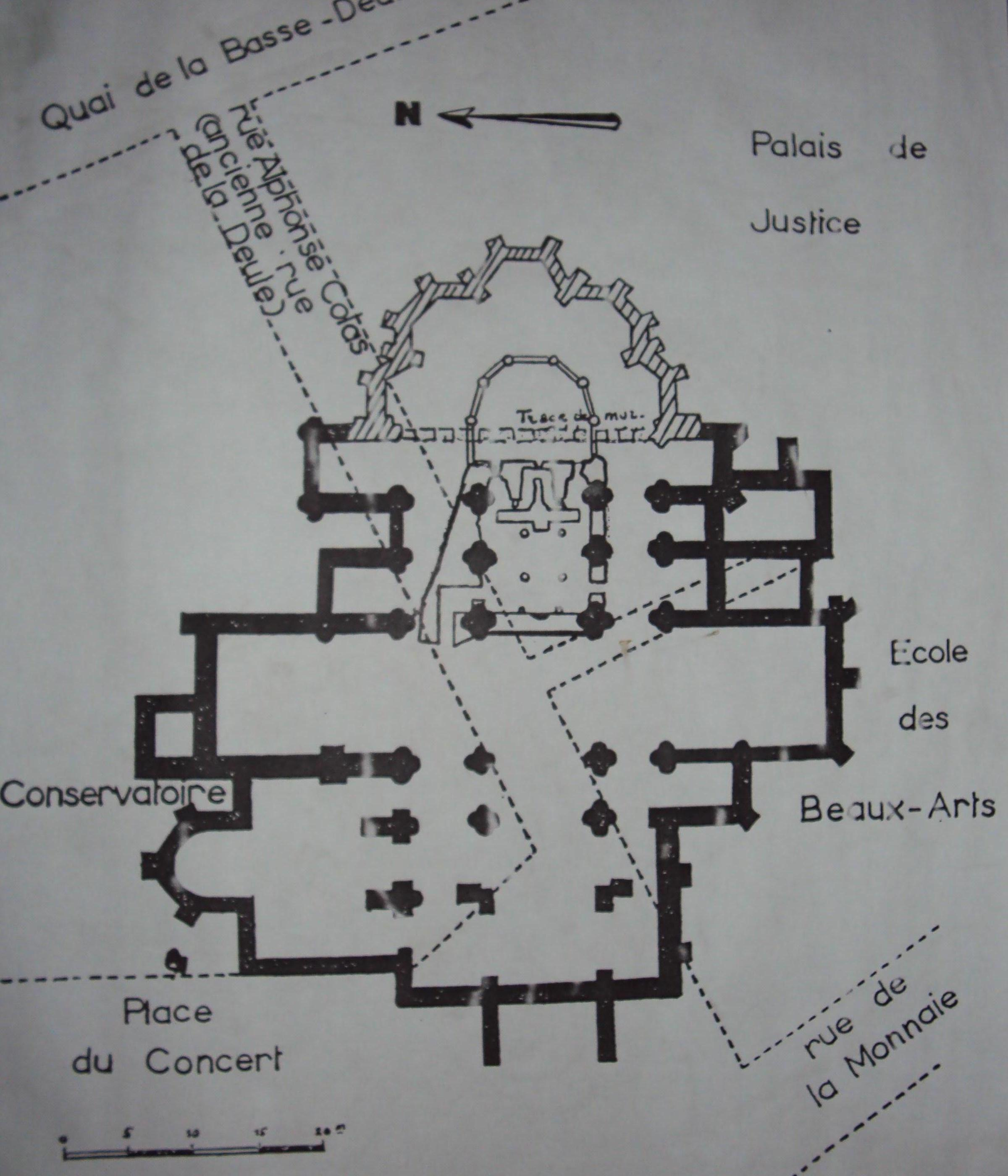
Plattegrond
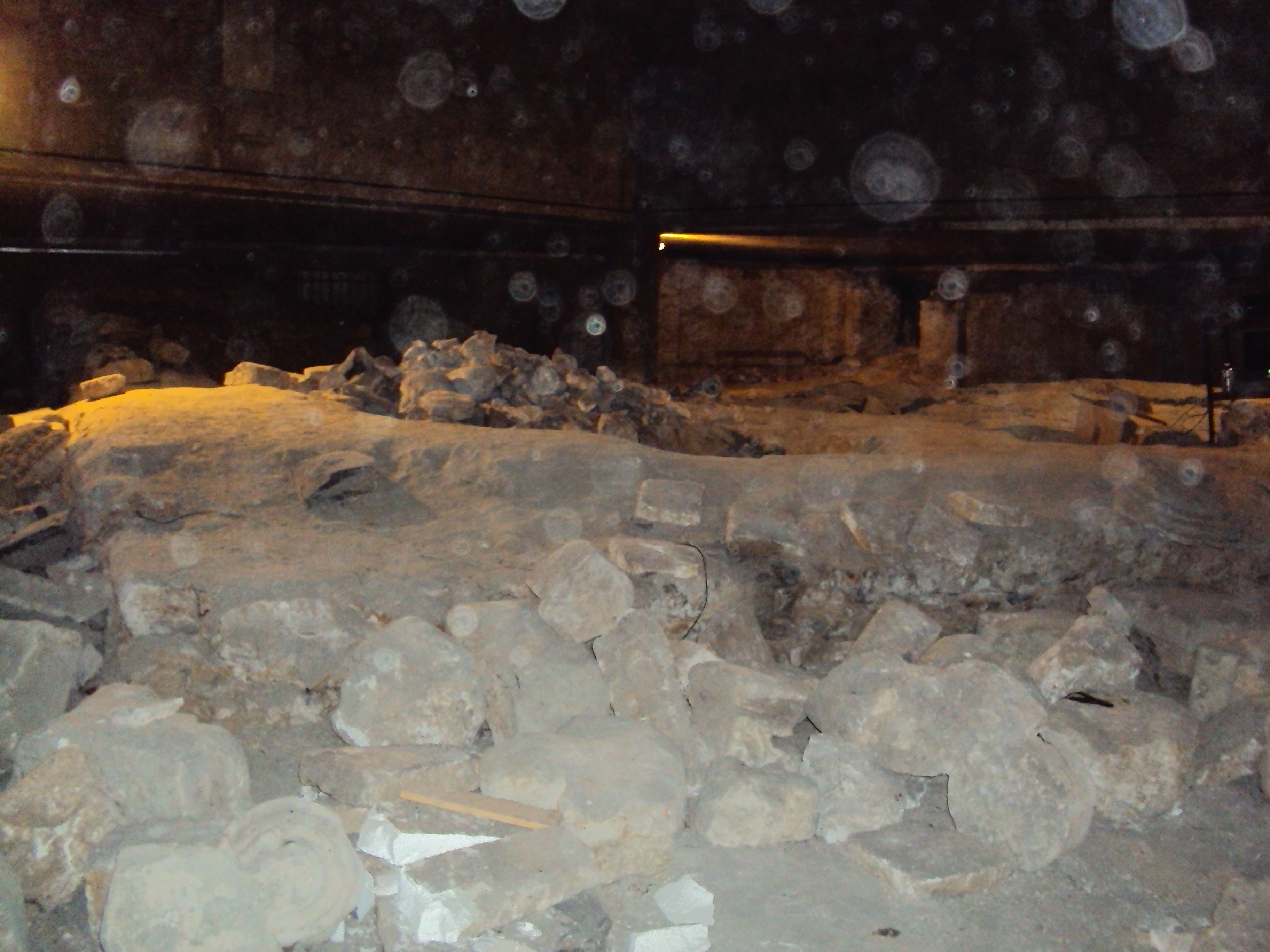
De krypte
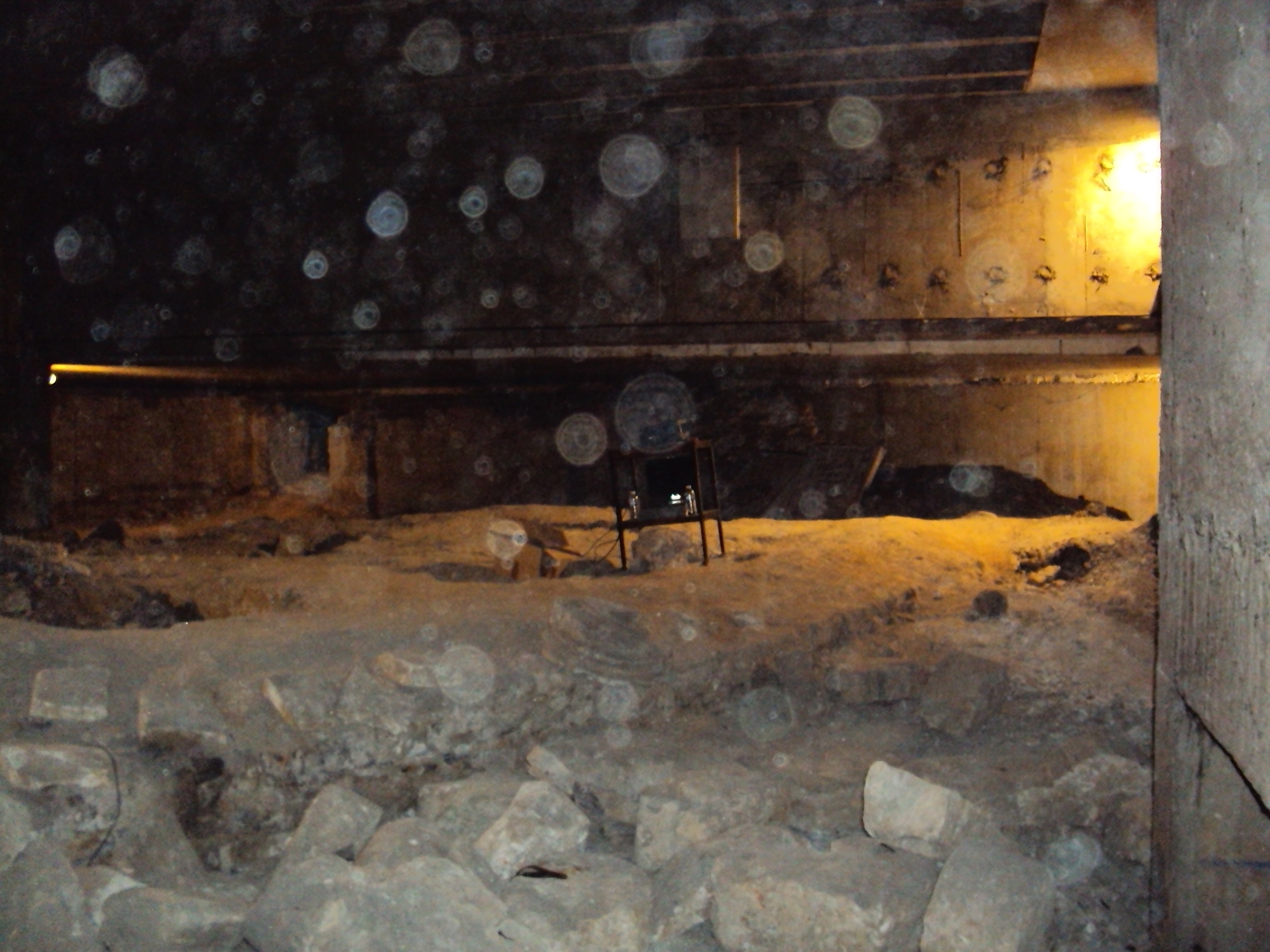
De krypte